# توم د. كراوتش
توم د. كراوتش (بالإنجليزية: Tom D. Crouch)‏ هو مؤرخ أمريكي، ولد في 28 فبراير 1944.